# Invasão Mongol na Europa
A invasão mongol da Europa por hordas comandadas por Batu Cã e Subedei atingiu a Polônia, Hungria e Romênia após os mongóis terem conquistado e devastado a Rússia. Alguns historiadores discutem se a campanha mongol do Leste Europeu teve alguma importância macro-histórica. A maioria dos historiadores militares acreditam que tais ataques foram essencialmente advertências, objetivando enfraquecer os poderes ocidentais de forma a não atrapalhar os interesses mongóis no oriente, principalmente na Rússia. Evidências indicam que Batu estava preocupado em assegurar as fronteiras ocidentais das conquistas russas, e só depois da destruição dos exércitos locais que passou a pensar em conquistar toda a Europa.

## A invasão da Europa

### Estratégia
O ataque à Europa foi planejado e conduzida por Subedei, o qual talvez alcançou a sua vitória mais famosa. Após devastar os vários principados russos, ele enviou espiões para Polônia, Hungria e até a Áustria, preparando um ataque ao coração da Europa. Tendo uma noção clara dos reinos europeus, ele brilhantemente preparou um ataque teoricamente comandado por Batu Cã e outros dois príncipes de sangue. Batu era o líder supremo, porém no campo Subedei era o comandante, assim como foi nas campanhas na Rússia e na Ucrânia. 
Os ataques à Polônia e Romênia serviram para distrair os reinos vizinhos da Hungria, impedindo-os de ajudarem os húngaros e assim arruinarem seus planos para a Europa Central. O verdadeiro objetivo dos mongóis era a Hungria, que possuía uma área de estepes.

### Divisão dos exércitos
Na Europa Central, os mongóis se dividiram em três grupos. Ao norte um grupo conquistou a Polônia, arrasando várias cidades do sul do país (dentre elas Sandomir, Lublim e Cracóvia) e derrotando em Legnica uma força combinada de tropas  alemãs e polonesas sob o comando de Henrique o Piedoso, duque da Silésia e o grão-mestre da Ordem Teutônica. Ao sul, atravessaram os montes Cárpatos, na atual Romênia, e no centro o exército principal atravessou o Danúbio. Os três exércitos reagruparam-se e devastaram a Hungria em 1241, vencendo em 11 de abril os exércitos húngaros. 
Os exércitos alcançaram as planícies húngaras no verão e na primavera de 1242 retomaram seu ímpeto e estendeu seu controle até a Áustria e a Dalmácia e a Boêmia.  O exército novamente reunificado então se retirou do rio Sajo, onde alcançou uma tremenda vitória sobre o rei Bela IV da Hungria na batalha de Mohi. Subedei dirigiu a operação, e esta foi sem dúvida uma de suas maiores vitórias, se não a maior.

## A guerra contra a Hungria e a batalha de Mohi
O rei da Hungria convocou um conselho de guerra em Gran (Estrigônia), um grande e importante assentamento acima do rio em Buda e Peste. Batu avançava sobre a Hungria vindo do nordeste e foi decidido pelo próprio rei que suas forças se concentrariam em Pest e então se dirigiram ao norte para enfrentar o exército mongol. Quando as notícias da estratégia de batalha húngara chegaram aos ouvidos dos comandantes mongóis, eles lentamente se retiraram, arrastando os seus inimigos. Esta era a estratégia mongol clássica, aperfeiçoada por Subedei. Ele preparou o campo de batalha e esperou. Era uma forte posição, por que as árvores impediam que seus fileiras fossem claramente rastreados ou vistos, enquanto que ao longo do rio na planície de Mohi, o exército húngaro encontrava-se extrememente exposto.
Então na noite de 10 de abril de 1241 Subedei lançou a batalha de Mohi, apenas um dia antes de o exército menor na Polônia vencer a Batalha de Legnica. Em Mohi, uma divisão cruzou o rio em segredo para avançar no campo húngaro pelo flanco sul o corpo principal começou a cruzar o Sajo pela ponte em Mohi. Após enfrentar forte resistência, foram utilizadas catapultas para limpar a margem oposta. Quando a travessia foi completada o outro contingente atacou ao mesmo tempo. O resultado foi pânico, e para impedir que os húngaros não lutassem desesperadamente até o último homem os mongóis deixaram uma brecha óbvia no seu cerco. Isto, junto com a retirada fingida, foi uma das estratégias mongóis mais valorizadas.
Como Subedei planejou, os húngaros em fuga se dirigiram ao redor deste buraco aparente nas linhas, que os levou a uma área pantanosa. Quando os cavaleiros húngaros se dividiram, os arqueiros mongóis ligeiros os aporrinharam à vontade e depois foi notado que cadáveres se espalharam pelo interior em um espaço de uma jornada de dois dias. Dois arcebispos e três bispos foram mortos no Sajo, somados a 40 000 homens em combate, o orgulho da Hungria. No final de 1241 Subedei estava discutindo planos de invadir Áustria, Itália e os estados germânicos, quando chegaram notícias da morte de Oguedai Cã, e como resultado os mongóis tiveram de se retiraram, já que o Príncipe do Sangue e Subedei foram chamados à Mongólia. Depois disso os exércitos mongóis nunca mais avançaram tão a oeste, concentrando-se mais na conquista da China.

## Ataques posteriores
Depois do grande ataque de 1241, os mongóis ainda promoveriam alguns ataques, só que em pequena escala, contra reinos vizinhos da Europa Central e Oriental. Em 1259, sob a liderança de Burundai e Nogai Cã foi promovido um novo ataque à Lituânia e Polônia, que tal como o primeiro foi bem-sucedido. Com um exército de 20 000 homens (ou seja 2 tumens), Lublim, Zawichost, Sirádia, Sandomir, Cracóvia e Bytom foram saqueadas neste reide, que serviu basicamente para colecionar butim para financiar a guerra de Berke contra Hulagu. E ainda um terceiro ataque ainda ocorreria em 1287. De início foi bem-sucedido porém fracassou em tomar Cracóvia. Em 1265, ouve um reide bem sucedido contra a Trácia, e como resultado o imperador bizantino Miguel VIII Paleólogo deu sua filha Eufrósine em casamento a Nogai. Na Hungria, ainda houve uma segunda tentativa de invasão mongol em 1285, liderada por Nogai. Após atacarem com sucesso a Transilvânia, pilhando cidades como Brasov, Reghin, Bistrita e Arad, a força invasora foi detida próxima a Peste pelo exército do rei Ladislau IV e emboscado pelos Szekély no retorno. A Bulgária foi alvo de investidas mongóis em 1271, 1274, 1280 e 1285, e a Lituânia sofreu novos ataques em 1275 e 1277.